# Barlangi szöcskék
A Rhaphidophoroidea az egyenesszárnyúak (Orthoptera) rendjébe tartozó tojócsövesek (Ensifera) alrendjének egyik öregcsaládja. Az öregcsalád egyetlen recens családja a Rhaphidophoridae, összefoglaló nevükön barlangi szöcskék. A család tíz alcsaládjából egyet csak fosszíliákból ismerünk. A család tíz alcsaládjából egyet kizárólag fosszíliákból ismerünk, ami a csoport evolúciós múltjának egyedülálló betekintést nyújtó bizonyítéka. E fajok anatómiai és viselkedésbeli sajátosságaik révén fontos szerepet töltenek be az ökoszisztémák alatti kapcsolatokban.

## Megjelenésük, felépítésük
A Rhaphidophoroidea tagjai szinte teljesen szárnyatlanok, ami a föld alatti, barlangi vagy sötét élőhelyekhez való alkalmazkodásuk eredménye. Testfelépítésük karcsú, hosszú lábakkal, amelyek különösen az ugró mozgásban játszanak szerepet. A hosszú csápok segítik őket a tájékozódásban és a zsákmány érzékelésében a sötét környezetben. A testük általában halvány színezetű, amely összhangban áll élőhelyük alacsony fényviszonyaival. A szárnyak redukciója mellett a tor és potroh is alkalmazkodott a barlangi életmódhoz, ami különösen a szűk hasadékokban való mozgásban nyújt előnyt.

## Életmódjuk, élőhelyük
A barlangi szöcskék életmódja és élőhelye rendkívül specializált, ami lehetővé teszi számukra a túlélést olyan környezetben, ahol más rovarok ritkán fordulnak elő.
Élőhelyüket tekintve ezek a különleges rovarok elsősorban barlangokban, földalatti üregekben és más sötét, nedves környezetben találhatók meg. A barlangrendszerekben általában a bejárattól kezdve egészen a mélyebb szakaszokig előfordulhatnak, bár legnagyobb számban a félhomályos átmeneti zónában figyelhetők meg. A barlangokon kívül megtalálhatók még faodvakban, sziklahasadékokban, pincékben és alagutakban is. Különösen kedvelik az olyan helyeket, ahol a páratartalom magas és viszonylag állandó hőmérséklet uralkodik.
Életmódjukat tekintve a barlangi szöcskék tökéletesen alkalmazkodtak a földalatti élethez. Szemük általában visszafejlődött vagy teljesen hiányzik, ezt azonban kompenzálják rendkívül hosszú csápjaikkal és lábaikkal, amelyekkel kiválóan érzékelik környezetüket. Ezek a végtagok nemcsak a tájékozódásban segítik őket, hanem a rezgések érzékelésében is, ami különösen fontos a ragadozók elkerülése és a táplálék megtalálása szempontjából.
Táplálkozási szokásaik változatosak és alkalmazkodóképességüket tükrözik. Mindenevők, ami azt jelenti, hogy növényi és állati eredetű táplálékot egyaránt fogyasztanak. Étrendjük része lehet az elhalt növényi anyag, gomba, valamint kisebb rovarok és azok lárvái. A barlangok bejáratánál található növényi törmelék különösen fontos táplálékforrás számukra. Egyes fajok képesek hosszú ideig táplálék nélkül életben maradni, ami előnyös tulajdonság a gyakran tápanyagszegény barlangi környezetben.
Szaporodási stratégiájuk szintén alkalmazkodott a barlangi életmódhoz. A nőstények általában kevesebb, de nagyobb méretű petét raknak, amelyeket gondosan elhelyeznek a nedves talajba vagy repedésekbe. A lárvák fejlődése lassú, ami összhangban van a barlangi környezet stabil, de erőforrásokban szegény jellegével. A kifejlett egyedek egész évben aktívak lehetnek, mivel élőhelyükön nincsenek jelentős évszakos változások.
A barlangi szöcskék fontos szerepet töltenek be a barlangi ökoszisztémában. Részt vesznek a szerves anyagok lebontásában, és táplálékforrásul szolgálnak más barlanglakó állatok számára. Jelenlétük vagy hiányuk gyakran jó indikátora a barlangi környezet általános állapotának és egészségének.